# Spin (fizică)
În mecanica cuantică și fizica particulelor elementare, se numește spin momentul cinetic intrinsec al unei particule (electron, proton, atom, ...) În mecanica clasică, impulsul unghiular al unui corp este asociat cu rotația corpului în jurul propriului său centru de masă. În mecanica cuantică, spinul este deosebit de important pentru sistemele de dimensiuni atomice, cum ar fi atomii, protonii, sau electronii. Astfel de particule au anumite caracteristici neclasice iar pentru ele, impulsul unghiular intrinsec nu poate fi asociat cu o rotație ci se referă doar la prezența impulsului unghiular. Conceptul de spin pentru particule elementare a fost propus inițial de Ralph Kronig, George Uhlenbeck și Samuel Goudsmit, în 1925 ca fiind o rotație a particulelor în jurul axei proprii.

## Descoperirea experimentală a spinului

### Experimentul Stern-Gerlach
Stern și Gerlach (1922)  urmăreau să măsoare momentele magnetice ale atomilor individuali studiind comportarea unui fascicol de atomi într-un câmp magnetic neomogen și încercând să verifice formula teoretică : μz=-mμb (unde μz este proiecția momentului magnetic orbital, iar μb este magnetonul Bohr-Procopiu). 
In experimentul lor, un fascicol de atomi de Argint obținuți cu ajutorul unui cuptor se deplasează după direcția axei x, întâlnind în drum un câmp magnetic orientat după axa z, adică perpendicular pe direcția de mișcare a atomilor. Acest câmp magnetic posedă o mare neomogenitate în spațiu, și ca urmare, asupra polilor dipolului magnetic atomic acționează forte de mărimi diferite, a căror rezultantă imprimă dipolului o accelerație fie în sensul câmpului, fie în sens opus, în funcție de orientarea dipolului în raport cu câmpul. Dacă dipolul atomic s-ar afla într-un câmp magnetic omogen, forța rezultantă care ar acționa asupra sa ar fi nulă, deoarece forța magnetică acționează asupra polului său nord cu aceeași intensitate ca și asupra polului său sud. 
S-a dovedit că atomii în starea s au toți același moment magnetic, iar proiecția acestuia pe axa aleasă poate lua doar două valori: μz=±μb.

### Experimentul Einstein-De Haas
O bara feromagnetica, atârnată de un fir de cuarț, este magnetizata cu ajutorul unui curent ce trece prin bobină, bara efectuând apoi oscilații de torsiune. 
Măsurarea experimentala a factorului giromagnetic a condus la următoarele rezultate:
- Raportul γ=−ge/2m0 are o valoare negativa, ceea ce indica ca magnetizarea barei feromagnetice este determinata de mișcarea electronilor;
- valoarea factorului Lande, g, nu este egala cu 1 potrivit teoriei lui Schrodinger, ci egala cu doi.

### Ipoteza Uhlenbeck-Goudsmidt
Pentru a explica rezultatele celor două experimente, Uhlenbeck și Goudsmidt (1925) au emis ipoteza, conform căreia electronul posedă, pe lângă momente orbitale, și momente cinetic și magnetic proprii. Aceste momente au primit denumirea de spin electronic, în legătură cu încercarea de a le lega de mișcarea de rotație a electronului în jurul axei sale proprii. 
Momentul cinetic propriu al electronului este: |s|=sħ=½ħ, astfel încât proiecția este: sz=msħ=±½ħ. 
După introducerea spinului electronului au fost fundamentate atât proprietățile magnetice ale substanțelor, cât și structura de multiplet a liniilor spectrale emise de atomi.

## Generalități
Una dintre cele mai remarcabile descoperiri asociate cu fizica cuantică este faptul că particulele elementare pot avea impuls unghiular nenul. Particulele elementare sunt particule ce nu pot fi divizate în unități mai mici, cum ar fi fotonul, electronul, și diferitele quarkuri. Studii teoretice și experimentale au arătat că spinul acestor particule nu poate fi explicat prin postularea ideii că ele sunt compuse din particule și mai mici care se rotesc în jurul unui centru comun de masă; din câte se știe, aceste particule elementare sunt cu adevărat punctiforme. Spinul lor este o proprietate fizică intrinsecă a acestor particule, din aceeași categorie cu masa sau sarcina electrică.
Conform mecanicii cuantice, impulsul unghiular al oricărui sistem este cuantificat. Modulul impulsului unghiular {\displaystyle S}, poate lua valori doar conform acestei relații:
{\displaystyle S=\hbar \,{\sqrt {s(s+1)}},}
unde {\displaystyle \hbar } este constanta lui Planck redusă, iar s este un număr nenegativ întreg sau semiîntreg (0, 1/2, 1, 3/2, 2, etc.), denumit numărul cuantic de spin. De exemplu, electronii (care sunt particule elementare) sunt denumite particule cu "spin-1/2" deoarece spinul lor este s = 1/2.
Spinul fiecărei particule elementare are o valoare S fixă care depinde doar de tipul particulei, și nu poate fi modificat prin niciun mijloc cunoscut (deși este posibil să fie modificată direcția vectorului impuls unghiular). Fiecare electron are s = 1/2. Alte particule elementare cu spin-1/2 sunt neutrinii și quarkurile. Pe de altă parte, fotonii sunt particule cu spin 1, iar gravitonul (particulă ipotetică) are spinul 2. Altă particulă ipotetică, bozonul Higgs este unică între particulele elementare, având spinul zero.
Spinul particulelor compuse, cum ar fi protonii, neutronii, nucleele atomice, și atomii, este alcătuit din spinurile particulelor constituente, iar impulsul lor unghiular este suma dintre spinul particulelor și impulsul unghiular orbital al mișcărilor acestor particule componente unele în jurul celorlalte. Condiția de cuantificare a impulsului unghiular se aplică atât particulelor elementare cât și celor compuse. Se spune despre unele particule compuse că au un spin definit, ca și cele elementare; de exemplu, protonul are spinul 1/2. Prin aceasta se înțelege spinul stării interne de energie minimă a particulei compuse.

### Spinul particulelor
Aproape toate particulele, atât reale, cât și presupuse, au spini cuprinși între 0 și 2:
- Spin 0: bosonul lui Higgs;
- Spin 1/2: electronul, pozitronul, protonul, neutronul, quarcii etc.;
- Spin 1: fotonul, bosonii W± și Z0;
- Spin 2: gravitonul.

Proiecția spinului unei particule pe axa impulsului este helicitatea particulei.